# Euglossa fimbriata
Euglossa fimbriata är en biart som beskrevs av Rebêlo och Jesus Santiago Moure 1995. Euglossa fimbriata ingår i släktet Euglossa, tribus orkidébin, och familjen långtungebin. Inga underarter finns listade.